# الجابي
الجابي هو فلم سينمائي عراقي عُرض يوم 15 كانون الثاني عام 1968، كتبَ قصته والسيناريو والحوار جعفر علي، أبطاله وجيه عبد الغني، وأسعد عبد الرزاق، وخليل الرفاعي، وقاسم الملاك، ووداد سالم.
تدور أحداث الفيلم داخل حافلة تقل ركاب، يتحدث فيها عن حياة الناس وهمومهم اليومية.